# Holandska bolezen brestov
Holandska bolezen brestov je bolezen, ki jo povzročajo mikroglive zaprtotrosnice Ophiostoma ulmi, Ophiostoma himal-ulmi ter Ophiostoma novo-ulmi in napada predvsem breste. Glavna prenašalca bolezni v Evropi sta hroščka veliki brestov beljavar (Scolytus scolytus) in mali brestov beljavar (Scolytus multistriatus). Bolezen najverjetneje izvira iz Azije, od koder se je s pomočjo človeka razširila v Evropo in Severno Ameriko, kjer je resno ogrozila tamkajšnje brestove sestoje. Kasneje je bolezen dosegla celo Novo Zelandijo. Ime je dobila po dejstvu, da sta jo na Nizozemskem leta 1921 odkrili fitopatologinji Bea Schwarz in Christine Buisman, ki sta takrat delali s profesorico Johanno Westerdijk. Poleg brestov napada holandska bolezen brestov tudi drevesa iz rodu Zelkova.

## Biologija
Holandska bolezen brestov je traheomikoza, kar pomeni, da gre za bolezen prevodnega sistema drevesa. Gliva se razvija v prevodnem tkivu, njene hife pa izločajo strupene snovi, ki ubijajo celice v okolici prevajalnega sistema in hkrati povzročajo nastanek vrečastih zamaškov iz parenhimskih celic v notranjosti žil, s katerimi se drevo poskuša zaščititi pred širjenjem strupov. Zamaški tako povsem zamašijo žile, s čimer je preprečen dovod vode do listov, ti pa se posledično začnejo sušiti in odpadejo.